# ルルー・マラン
ルルー・マラン（Le Roux Malan、1999年3月31日 - ）は、メジャーリーグラグビーニューイングランド・フリージャックスに所属するラグビーユニオン選手。

## プロフィール
- ナミビア・ウィントフック出身[1]。
- ポジションはセンター(CTB)。
- 身長 191cm、体重 96kg
- ナミビア代表キャップは4（2025年2月現在）でラグビーワールドカップ2023のナミビア代表に選ばれた[2]。

## 略歴
シャークス (カリーカップ)、ホークスベイを経て、2022年、ニューイングランド・フリージャックスに加入。